# 功勞埔
功勞埔，又寫為公勞埔，是臺灣宜蘭縣蘇澳鎮的一個傳統地域名稱，位於該鎮北半葉的東北部。相較於今日行政區，其範圍大致包括存仁里不含西北端、永榮里東南端、港邊里海岸地區最北段。

## 歷史
台灣清治末期，功勞埔地區為一街庄，稱為「功勞埔庄」，隸屬於利澤簡堡。該庄東臨太平洋，南與港口庄為鄰，西南邊一小段與隘丁庄為鄰，西邊為馬賽庄，北邊為猴猴庄。
1901年（日明治三十四年）11月，該庄隸屬於宜蘭廳，編入第十三區。1905年（明治三十八年）7月，該區改名為「利澤簡區」。1920年（大正九年），該庄改制為「功勞埔」大字，隸屬於臺北州蘇澳郡蘇澳庄，大字下有「功勞埔」、「大坑罟」小字名。1933年，蘇澳庄升格為蘇澳街。
戰後蘇澳街改制為蘇澳鎮，隸屬於臺北縣，大字亦改制為里。1950年10月，北、基、宜分治，蘇澳鎮改隸屬於宜蘭縣。

## 聚落

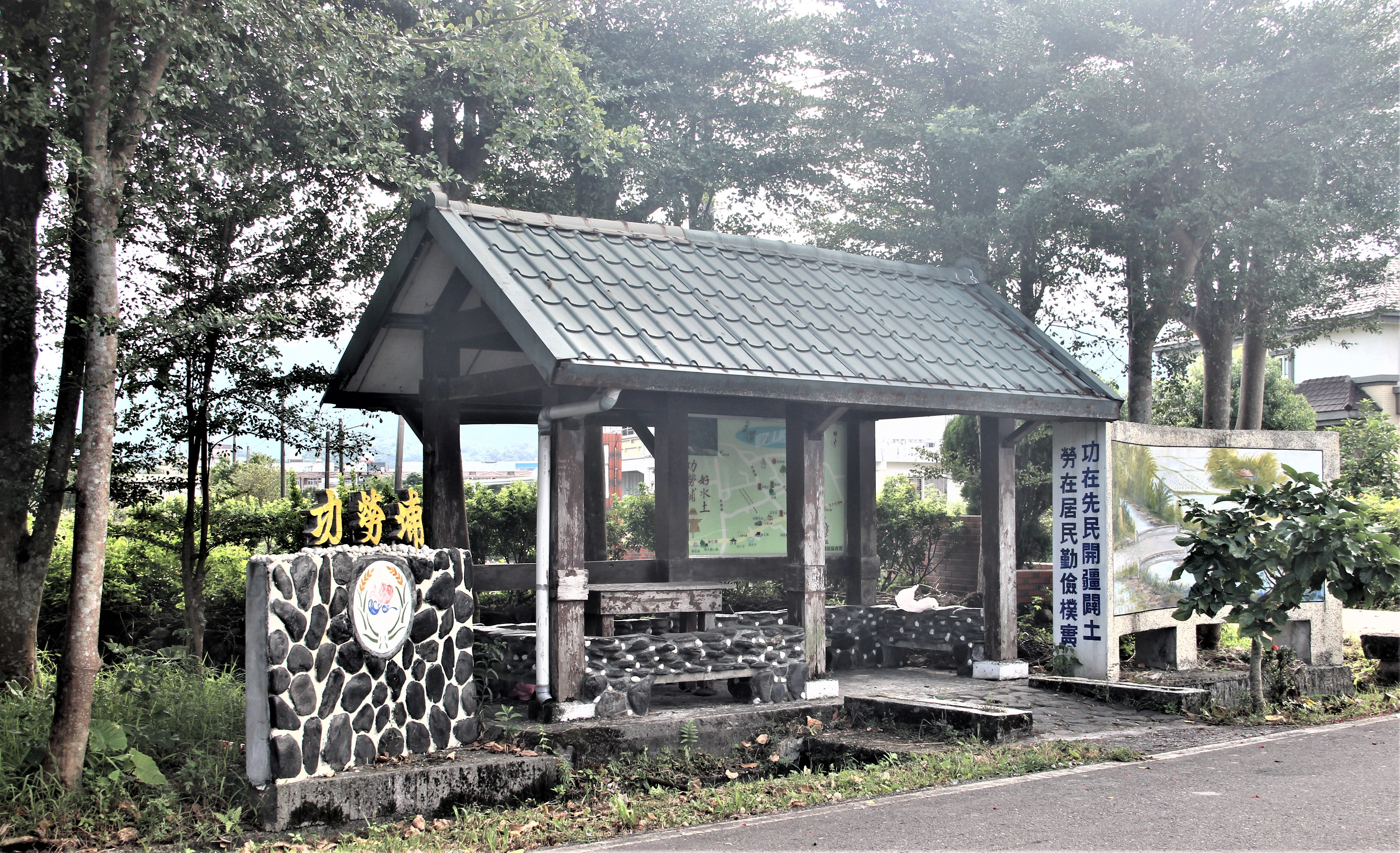

本地區發展較早的聚落有功勞埔、大坑罟，在日治期初期的官方地圖上已有記載。

## 交通
省道台2線（蘇濱路二段）是淡水關渡大橋至蘇澳的幹道，為台灣濱海公路系統之一，其中基隆至蘇澳路段又稱為「北部濱海公路」，大致以西北－東南走向經過功勞埔地區。由該道路向西北轉北可前往五結東部、壯圍、頭城、貢寮、瑞芳等地，向東南可前往港口、蘇澳市區並止於省道台9線路口。
鄉道宜40線（存仁路）是馬賽至大坑罟的道路，其東側端點位於本地區中部偏東南的大坑罟聚落西北側。由此向西北繞弧形轉西南西再轉西偏南出境後，轉南南西至省道台2線路口，轉西可前往馬賽聚落並止於省道台2戊線路口。
鄉道宜42線（隘界路、港口路）是新城至嶺腳的道路，大致以西偏北－東偏南走向轉西偏南—東偏北走向經過本地區西南部凸出部分的邊界地帶。由該道路向西偏北可前往馬賽與隘丁邊界地帶、新城並止於台鐵新馬車站西北側，向東偏北至港口聚落轉南南東再轉東南可前往岳明新村並止於其東南側。